# James Jordan (bailarín)
James Jordan (Gillingham, Kent, 13 de abril de 1978) es un bailarín de salón y coreógrafo británico. Es más conocido por haber sido uno de los bailarines profesionales del programa de baile Strictly Come Dancing de BBC One. Su pareja de baile profesional es su esposa Ola Jordan, con quien se convirtió en profesional en 2000.

## Primeros años
Jordan nació en Gillingham, Kent, y asistió a la escuela católica St. John Fisher en Chatham. Comenzó a bailar a los 13 años.

## Carrera

### Carrera temprana
Actualmente baila profesionalmente con su esposa Ola. Ella previamente bailó con Przemek Lowicki en Polonia; James previamente bailó con Agnieszka Melnicka, pero se separaron en 1999. También bailó con Kate Pothecary (1996) y Elisabeth Haraldsdottir (octubre de 1997 - diciembre de 1997).
El primer baile grabado de James y Ola como asociación fue en el Abierto de Holanda en 2000, aunque no se hicieron profesionales hasta 2003. La pareja se retiró por un tiempo, a favor de enseñar baile latino en Hong Kong, aunque luego regresaron a la competencia.
En mayo de 2006, la pareja quedó en segundo lugar en el evento Blackpool Professional Rising Stars Latin, y en noviembre llegó en tercer lugar en el British Championship Professional Latin. En 2010, fue coreógrafo en la versión británica de So You Think You Can Dance.

### Strictly Come Dancing
Jordan participó por primera vez en la serie 4 de Strictly Come Dancing en 2006, donde fue emparejado con la actriz de Casualty, Georgina Bouzova; ellos fueron eliminados en la cuarta semana de la competencia y quedaron en el décimo puesto. En la serie 5 Jordan estuvo emparejado con la presentadora de BBC Sport, Gabby Logan, cuyo esposo, el rugbista Kenny Logan, fue emparejado con Ola Jordan, siendo la primera vez que dos parejas casadas compitieron entre sí. Gabby y James fueron eliminados en la cuarta semana de la competencia, mientras que Kenny y Ola fueron eliminados en la novena semana.
En la serie 6 fue emparejado con la actriz Cherie Lunghi, siendo eliminados en la novena semana y quedando en el octavo puesto. En enero y febrero de 2009, Jordan también bailó con Lunghi en la gira Strictly Come Dancing Tour 2009. Ese mismo año fue emparejado con la actriz Zöe Lucker para la serie 7 del programa, con quien fue eliminado en la séptima semana, finalizando en el séptimo puesto.
En 2010, para la serie 8 formó pareja con la comediante y psicóloga Pamela Stephenson, quien a pesar de competir a la edad de 61 años, lograron llegar a la final y finalizaron en el tercer puesto. En 2011, la presentadora de The One Show, Alex Jones, fue la pareja de Jordan para la serie 9 del programa, llegando hasta la semifinal de la competencia y quedando en el quinto puesto.
Para la serie 10, tuvo como pareja a la presentadora de televisión, actriz y cantante Denise van Outen, logrando llegar a la final y ubicándose en el segundo puesto, detrás del gimnasta Louis Smith y Flavia Cacace. El 2013, fue emparejado con la presentadora de televisión y radio Vanessa Feltz para la serie 11, siendo eliminados en la tercera semana y quedando en el decimocuarto puesto. El 1 de junio de 2014, se reveló que Jordan no regresarían al programa.

#### Rendimiento
| Serie | Pareja            | Puesto | Promedio |
| ----- | ----------------- | ------ | -------- |
| 4     | Georgina Bouzova  | 10.º   | 19.33    |
| 5     | Gabby Logan       | 11.º   | 30.00    |
| 6     | Cherie Lunghi     | 8.º    | 32.43    |
| 7     | Zöe Lucker        | 10.º   | 31.43    |
| 8     | Pamela Stephenson | 3.º    | 35.07    |
| 9     | Alex Jones        | 5.º    | 30.33    |
| 10    | Denise van Outen  | 2.º    | 35.13    |
| 11    | Vanessa Feltz     | 14.º   | 20.67    |

- Serie 4 con Georgina Bouzova

| Semana | Baile / Canción                      | Puntajes de los jueces | Puntajes de los jueces | Puntajes de los jueces | Puntajes de los jueces | Resultado   |
| Semana | Baile / Canción                      | C.R.                   | A.P.                   | L.G.                   | B.T.                   | Resultado   |
| ------ | ------------------------------------ | ---------------------- | ---------------------- | ---------------------- | ---------------------- | ----------- |
| 2      | Rumba / «Let's Get It On»            | 3                      | 2                      | 5                      | 4                      | Dos últimos |
| 3      | Jive / «Burning Love»                | 3                      | 3                      | 6                      | 6                      | Dos últimos |
| 4      | Foxtrot / «Have You Met Miss Jones?» | 5                      | 6                      | 8                      | 7                      | Eliminados  |

- Serie 5 con Gabby Logan

| Semana | Baile / Canción                                | Puntajes de los jueces | Puntajes de los jueces | Puntajes de los jueces | Puntajes de los jueces | Resultado  |
| Semana | Baile / Canción                                | C.R.                   | A.P.                   | L.G.                   | B.T.                   | Resultado  |
| ------ | ---------------------------------------------- | ---------------------- | ---------------------- | ---------------------- | ---------------------- | ---------- |
| 2      | Quickstep / «Things»                           | 8                      | 7                      | 7                      | 7                      | Salvados   |
| 3      | Jive / «Saturday Night's Alright for Fighting» | 8                      | 7                      | 8                      | 8                      | Salvados   |
| 4      | Samba / «Eso Beso»                             | 7                      | 7                      | 8                      | 8                      | Eliminados |

- Serie 6 con Cherie Lunghi

| Semana | Baile / Canción                        | Puntajes de los jueces | Puntajes de los jueces | Puntajes de los jueces | Puntajes de los jueces | Resultado  |
| Semana | Baile / Canción                        | C.R.                   | A.P.                   | L.G.                   | B.T.                   | Resultado  |
| ------ | -------------------------------------- | ---------------------- | ---------------------- | ---------------------- | ---------------------- | ---------- |
| 2      | Foxtrot / «Sweet About Me»             | 8                      | 8                      | 9                      | 8                      | Salvados   |
| 4      | Rumba / «Songbird»                     | 9                      | 9                      | 8                      | 9                      | Salvados   |
| 5      | American smooth / «Layla»              | 7                      | 9                      | 9                      | 9                      | Salvados   |
| 6      | Pasodoble / «Amparito Roca»            | 7                      | 8                      | 8                      | 8                      | Salvados   |
| 7      | Salsa / «Oye Mi Canto (Hear My Voice)» | 6                      | 6                      | 7                      | 7                      | Salvados   |
| 8      | Vals / «I Wonder Why»                  | 9                      | 9                      | 9                      | 9                      | Salvados   |
| 9      | Chachachá / «Play That Funky Music»    | 7                      | 8                      | 8                      | 9                      | Eliminados |

- Serie 7 con Zöe Lucker

| Semana | Baile / Canción                                | Puntajes de los jueces | Puntajes de los jueces | Puntajes de los jueces | Puntajes de los jueces | Resultado   |
| Semana | Baile / Canción                                | C.R.                   | L.G.                   | A.D.                   | B.T.                   | Resultado   |
| ------ | ---------------------------------------------- | ---------------------- | ---------------------- | ---------------------- | ---------------------- | ----------- |
| 2      | Vals / «Some Day My Prince Will Come»          | 7                      | 8                      | 7                      | 8                      | Salvados    |
| 2      | Rumba / «Out of Reach»                         | 8                      | 7                      | 8                      | 8                      | Salvados    |
| 3      | Pasodoble / «You've Got the Love»              | 7                      | 8                      | 8                      | 8                      | Salvados    |
| 4      | Foxtrot / «This Will Be (An Everlasting Love)» | 8                      | 9                      | 8                      | 8                      | Salvados    |
| 5      | Jive / «Tainted Love»                          | 7                      | 8                      | 8                      | 7                      | Dos últimos |
| 6      | American smooth / «My Girl»                    | 8                      | 8                      | 9                      | 8                      | Salvados    |
| 7      | Samba / «Boogie Nights»                        | 7                      | 8                      | 9                      | 8                      | Eliminados  |

- Serie 8 con Pamela Stephenson

| Semana         | Baile / Canción                               | Puntajes de los jueces  | Puntajes de los jueces  | Puntajes de los jueces  | Puntajes de los jueces  | Resultado       |
| Semana         | Baile / Canción                               | C.R.                    | L.G.                    | A.D.                    | B.T.                    | Resultado       |
| -------------- | --------------------------------------------- | ----------------------- | ----------------------- | ----------------------- | ----------------------- | --------------- |
| 1              | Vals / «If I Ain't Got You»                   | 7                       | 8                       | 8                       | 8                       | Sin eliminación |
| 2              | Salsa / «Dr. Beat»                            | 8                       | 8                       | 8                       | 8                       | Salvados        |
| 3              | Rumba / «Make You Feel My Love»               | 9                       | 8                       | 9                       | 9                       | Salvados        |
| 4              | Tango / «Love is the Drug»                    | 8                       | 8                       | 9                       | 9                       | Salvados        |
| 5              | Jive / «Devil Gate Drive»                     | 6                       | 7                       | 7                       | 7                       | Salvados        |
| 6              | Foxtrot / «Let There Be Love»                 | 8                       | 9                       | 8                       | 8                       | Salvados        |
| 7              | Chachachá / «Money (That's What I Want)»      | 8                       | 8                       | 8                       | 8                       | Salvados        |
| 8              | American smooth / «Perhaps, Perhaps, Perhaps» | 8                       | 9                       | 10                      | 10                      | Salvados        |
| 9              | Charlestón / «Let's Misbehave»                | 9                       | 9                       | 10                      | 10                      | Salvados        |
| 10             | Vals vienés / «Unchained Melody»              | 10                      | 10                      | 10                      | 10                      | Salvados        |
| 11 (Semifinal) | Pasodoble / «Bad Romance»                     | 8                       | 9                       | 9                       | 9                       | Salvados        |
| 11 (Semifinal) | Swing-atón / «In the Mood»                    | Ganaron 3 puntos extras | Ganaron 3 puntos extras | Ganaron 3 puntos extras | Ganaron 3 puntos extras | Salvados        |
| 11 (Semifinal) | Quickstep / «Steppin' Out with My Baby»       | 10                      | 10                      | 10                      | 10                      | Salvados        |
| 12 (Final)     | Vals vienés / «Unchained Melody»              | 10                      | 10                      | 10                      | 10                      | Tercer puesto   |
| 12 (Final)     | Showdance / «(I've Had) The Time of My Life»  | 9                       | 9                       | 9                       | 10                      | Tercer puesto   |

- Serie 9 con Alex Jones

| Semana                                                                | Baile / Canción                                                  | Puntajes de los jueces  | Puntajes de los jueces  | Puntajes de los jueces  | Puntajes de los jueces  | Resultado       |
| Semana                                                                | Baile / Canción                                                  | C.R.                    | L.G.                    | A.D.                    | B.T.                    | Resultado       |
| --------------------------------------------------------------------- | ---------------------------------------------------------------- | ----------------------- | ----------------------- | ----------------------- | ----------------------- | --------------- |
| 1                                                                     | Chachachá / «When Love Takes Over»                               | 4                       | 6                       | 6                       | 6                       | Sin eliminación |
| 2                                                                     | Foxtrot / «Have You Met Miss Jones?»                             | 6                       | 8                       | 7                       | 8                       | Salvados        |
| 3                                                                     | Vals vienés / «Memory»                                           | 8                       | 8                       | 8                       | 8                       | Salvados        |
| 4                                                                     | Rumba / «Run»                                                    | 4                       | 7                       | 7                       | 7                       | Salvados        |
| 5                                                                     | Pasodoble / «Bring Me to Life»                                   | 7                       | 8                       | 8                       | 8                       | Salvados        |
| 6                                                                     | Quickstep / «It Don't Mean a Thing (If It Ain't Got That Swing)» | 7                       | 81                      | 8                       | 8                       | Salvados        |
| 7                                                                     | Jive / «River Deep – Mountain High»                              | 7                       | 8                       | 8                       | 8                       | Salvados        |
| 8                                                                     | Tango / «Relax»                                                  | 8                       | 9                       | 9                       | 9                       | Salvados        |
| 9                                                                     | Charlestón / «Me and My Baby»                                    | 6                       | 7                       | 8                       | 8                       | Salvados        |
| 9                                                                     | Swing-atón / «Chattanooga Choo Choo»                             | Ganaron 5 puntos extras | Ganaron 5 puntos extras | Ganaron 5 puntos extras | Ganaron 5 puntos extras | Salvados        |
| 10                                                                    | American smooth / «Oh, Pretty Woman»                             | 8                       | 8                       | 9                       | 9                       | Salvados        |
| 11 (Semifinal)                                                        | Vals / «(You Make Me Feel Like) A Natural Woman»                 | 7                       | 9                       | 9                       | 9                       | Eliminados      |
| 11 (Semifinal)                                                        | Salsa / «1-2-3»                                                  | 7                       | 8                       | 8                       | 8                       | Eliminados      |
| 1Puntaje dado por la juez invitada Jennifer Grey en lugar de Goodman. |                                                                  |                         |                         |                         |                         |                 |

- Serie 10 con Denise van Outen

| Semana         | Baile / Canción                               | Puntajes de los jueces | Puntajes de los jueces | Puntajes de los jueces | Puntajes de los jueces | Resultado       |
| Semana         | Baile / Canción                               | C.R.                   | D.B.                   | L.G.                   | B.T.                   | Resultado       |
| -------------- | --------------------------------------------- | ---------------------- | ---------------------- | ---------------------- | ---------------------- | --------------- |
| 1              | Vals / «With You I'm Born Again»              | 6                      | 6                      | 6                      | 7                      | Sin eliminación |
| 2              | Jive / «Tutti Frutti»                         | 8                      | 8                      | 8                      | 8                      | Salvados        |
| 3              | Foxtrot / «You've Got a Friend in Me»         | 8                      | 8                      | 8                      | 8                      | Salvados        |
| 4              | Chachachá / «Super Freak»                     | 7                      | 7                      | 7                      | 7                      | Salvados        |
| 5              | Vals vienés / «At Last»                       | 9                      | 8                      | 9                      | 9                      | Salvados        |
| 6              | Pasodoble / «Seven Nation Army»               | 9                      | 9                      | 9                      | 9                      | Salvados        |
| 7              | Charlestón / «Walk Like an Egyptian»          | 9                      | 10                     | 10                     | 10                     | Salvados        |
| 8              | American smooth / «Imagine»                   | 9                      | 9                      | 9                      | 10                     | Salvados        |
| 9              | Salsa / «Rhythm of the Night»                 | 8                      | 8                      | 8                      | 8                      | Salvados        |
| 10             | Jive & Quickstep fusión / «Reet Petite»       | 8                      | 9                      | 9                      | 9                      | Dos últimos     |
| 11 (Semifinal) | Tango / «Roxanne»                             | 9                      | 10                     | 10                     | 10                     | Dos últimos     |
| 11 (Semifinal) | Rumba / «The First Time Ever I Saw Your Face» | 9                      | 10                     | 10                     | 10                     | Dos últimos     |
| 12 (Final)     | Jive / «Tutti Frutti»                         | 9                      | 10                     | 10                     | 10                     | Salvados        |
| 12 (Final)     | Showdance / «Flashdance... What a Feeling»    | 10                     | 10                     | 10                     | 10                     | Salvados        |
| 12 (Final)     | Charlestón / «Walk Like an Egyptian»          | 10                     | 10                     | 10                     | 10                     | Segundo puesto  |

- Serie 11 con Vanessa Feltz

| Semana | Baile / Canción                          | Puntajes de los jueces | Puntajes de los jueces | Puntajes de los jueces | Puntajes de los jueces | Resultado       |
| Semana | Baile / Canción                          | C.R.                   | D.B.                   | L.G.                   | B.T.                   | Resultado       |
| ------ | ---------------------------------------- | ---------------------- | ---------------------- | ---------------------- | ---------------------- | --------------- |
| 1      | Chachachá / «That Don't Impress Me Much» | 3                      | 5                      | 6                      | 5                      | Sin eliminación |
| 2      | Vals / «Run to You»                      | 5                      | 6                      | 6                      | 6                      | Salvados        |
| 3      | Tango / «Lay All Your Love on Me»        | 3                      | 5                      | 6                      | 6                      | Eliminados      |

### Otros trabajos
Jordan, junto con Ola, participó en una versión para celebridades del programa de televisión Total Wipeoutque se emitió el 26 de diciembre de 2009. En agosto de 2014, James participó en la decimocuarta serie de Celebrity Big Brother. Entró en la casa el día 1 y terminó tercero en la noche final. Desde 2014, Jordan ha aparecido regularmente como panelista en The Wright Stuff.
Jordan y su esposa Ola aparecieron en Through the Keyhole en septiembre de 2015, con el anfitrión Keith Lemon.
Jordan protagonizó Celebrity Big Brother 19 como un compañero all-star. Fue la cuarta celebridad en ser desalojada de Celebrity Big Brother House.
En 2018 apareció junto con su esposa Ola en Your Face Or Mine? de Comedy Central.
En 2019, Jordan participó en la undécima serie de Dancing on Ice junto a la patinadora Alexandra Schauman. El 10 de marzo de 2019, fueron anunciados como los ganadores de la serie.

## Vida personal
Jordan se casó con su pareja de baile profesional Ola Jordan el 12 de octubre de 2003. Desde 2014, viven cerca de Maidstone en Kent, cerca de su familia que vive en St Mary's Island, Medway. En septiembre de 2019 la pareja anunció que esperaban su primer hijo. Su hija Ella nació el 27 de febrero de 2020.

## Filmografía
| Año     | Título                        | Papel    | Notas                      |
| ------- | ----------------------------- | -------- | -------------------------- |
| 2006–13 | Strictly Come Dancing         | Él mismo | Bailarín profesional       |
| 2009    | Total Wipeout                 | Él mismo | Concursante                |
| 2012    | Pointless                     | Él mismo | Concursante                |
| 2014    | Celebrity Big Brother         | Él mismo | Concursante de la serie 14 |
| 2015    | Seven Days with...            | Él mismo | Serie 2, episodio 1        |
| 2015    | Big Brother's Bit on the Side | Él mismo | Panelista                  |
| 2017    | Celebrity Big Brother         | Él mismo | Concursante de la serie 19 |
| 2019    | Dancing on Ice                | Él mismo | Ganador de la serie 11     |
| 2019    | Celebrity Coach Trip          | Él mismo | Concursante de la serie 4  |